# Etrian Odyssey V: Beyond the Myth
Etrian Odyssey V: Beyond the Myth (世界樹の迷宮V 長き神話の果て?, Sekaiju no Meikyū V: Nagaki Shinwa no Hate) è un videogioco di ruolo sviluppato e pubblicato da Atlus nel 2016 per Nintendo 3DS.